# Serge Akakpo
Serge Akakpo (n. 15 octombrie 1987, Lomé, Togo) este un fotbalist togolez care evoluează la echipa Trabzonspor, împrumutat de la 1461 Trabzon pe postul de fundaș. De asemenea este și component al echipei naționale de fotbal a statului Togo pentru care a debutat la 10 septembrie 2008 într-un meci împotriva selecționatei Zambiei.

## Personal
Akakpo deține atât cetățenia statului Togo, cât și pe cele ale Beninului și Franței.

## Echipa națională
Pe 8 ianuarie 2010 jucătorul echipei FC Vaslui, Serge Akakpo, a fost implicat într-un atac armat în timp ce se deplasa alături de naționala de fotbal a statului Togo în regiunea Cabinda din Angola, unde urma să participe la Cupa Africii pe Națiuni, acest atentat s-a soldat cu împușcarea lui cu două gloanțe în spate, decesul șoferului unui autocar și cu alți nouă răniți între membrii delegației din Togo.
Ulterior, antrenorul secund al naționalei statului Togo și ofițerul de presă și-au pierdut viața din cauza rănilor suferite, dar premierul Gilbert Fossoun Houngbo a anunțat că șoferul despre care se spunea că a decedat este în viață. În urma acestui atentat, naționala togoleză a decis să renunțe la participarea la această competiție.